# Naturschutzgebiet Winkelscher Busch
Koordinaten: 51° 35′ 5″ N, 6° 22′ 58″ O
Das Naturschutzgebiet Winkelscher Busch liegt auf dem Gebiet der Gemeinde Sonsbeck im Kreis Wesel in Nordrhein-Westfalen. Das Gebiet erstreckt sich südlich des Kernortes Sonsbeck und nordöstlich von Kapellen an der Fleuth, einem Ortsteil der Stadt Geldern im Kreis Kleve. Am nordöstlichen Rand des Gebietes verläuft die A 57 und am östlichen Rand die Landesstraße L 480, südlich erstreckt sich das 588 ha große Naturschutzgebiet Fleuthkuhlen.

## Bedeutung
Für Sonsbeck ist seit 2002 ein rund 72,0 ha großes Gebiet unter der Kenn-Nummer WES-084 als Naturschutzgebiet ausgewiesen. 